# Cetola pulchra
Cetola pulchra är en fjärilsart som beskrevs av Bethune-Baker 1911. Cetola pulchra ingår i släktet Cetola och familjen nattflyn. Inga underarter finns listade i Catalogue of Life.